# Oued Mekerra
Oued Mekerra är ett vattendrag i Algeriet.   Det ligger i provinsen Sidi Bel Abbès, i den norra delen av landet, 400 km sydväst om huvudstaden Alger.